# Psilotrichum mildbraedii
Psilotrichum mildbraedii är en amarantväxtart som beskrevs av Schinz. Psilotrichum mildbraedii ingår i släktet Psilotrichum och familjen amarantväxter. Inga underarter finns listade i Catalogue of Life.